# Koningskaars
De koningskaars (Verbascum thapsus) is een plant uit de helmkruidfamilie (Scrophulariaceae). De plant groeit in het duin- en krijtgebied en is daar vrij algemeen. In andere delen van Nederland is de soort zeldzaam.

## Kenmerken
De bloemen zijn geel en hebben een doorsnede van 1,5–3 cm. Er zijn vijf kroonbladeren die aan de voet zijn vergroeid. Er zijn vijf kelkbladen en vijf meeldraden, waarvan er drie gele of witte haartjes hebben.
De bloemen vormen een dichte aar. De plant bloeit van juli tot de herfst. Een bloeiende plant kan een lengte van meer dan twee meter bereiken.
De bovenste bladeren zijn aflopend tot het volgende blad. De onderste bladeren hebben een gevleugelde steel.
De bladeren en de stengel zijn bedekt met een dichte wollige beharing.
Koningskaars draagt een doosvrucht die kleine zaadjes bevat.

### Bloemdiagram

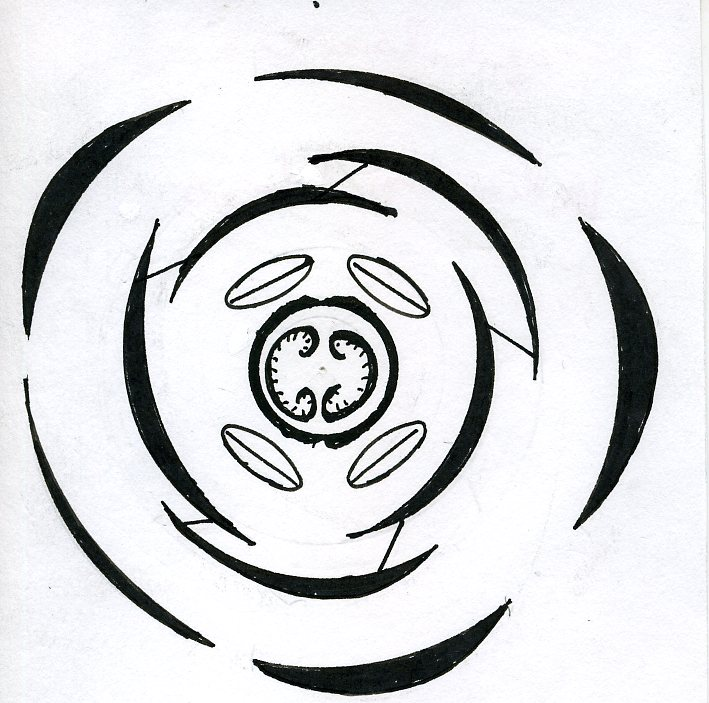

## Ecologie
De koningskaars is waardplant voor onder meer kuifvlinder, salielichtmot, bessenwants, toortsparelmoervlinder en zwartpootmot.

### Plantensociologie
De koningskaars is een kensoort van de slangenkruid-associatie (Echio-Verbascetum).

## Toepassingen
De bloemen van de plant werden gebruikt om het ophoesten te bevorderen bij problemen met de ademhalingswegen. In de kruidboeken van de 16e eeuw van Otto Brunfels, Hieronymus Bock (Tragus) (1498-1556) en Leonhart Fuchs wordt beschreven hoe de harige plant met teer kan worden besmeerd en zodoende als fakkel kan worden gebruikt.

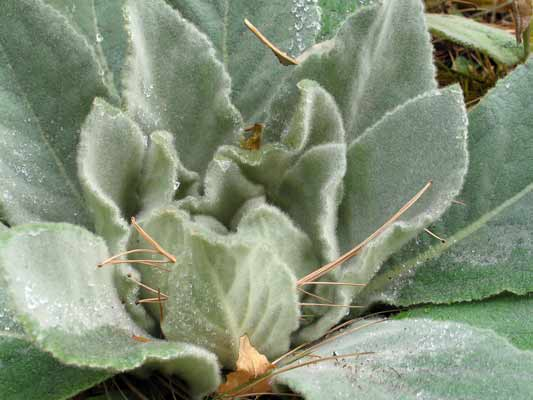
rozet in 1e jaar
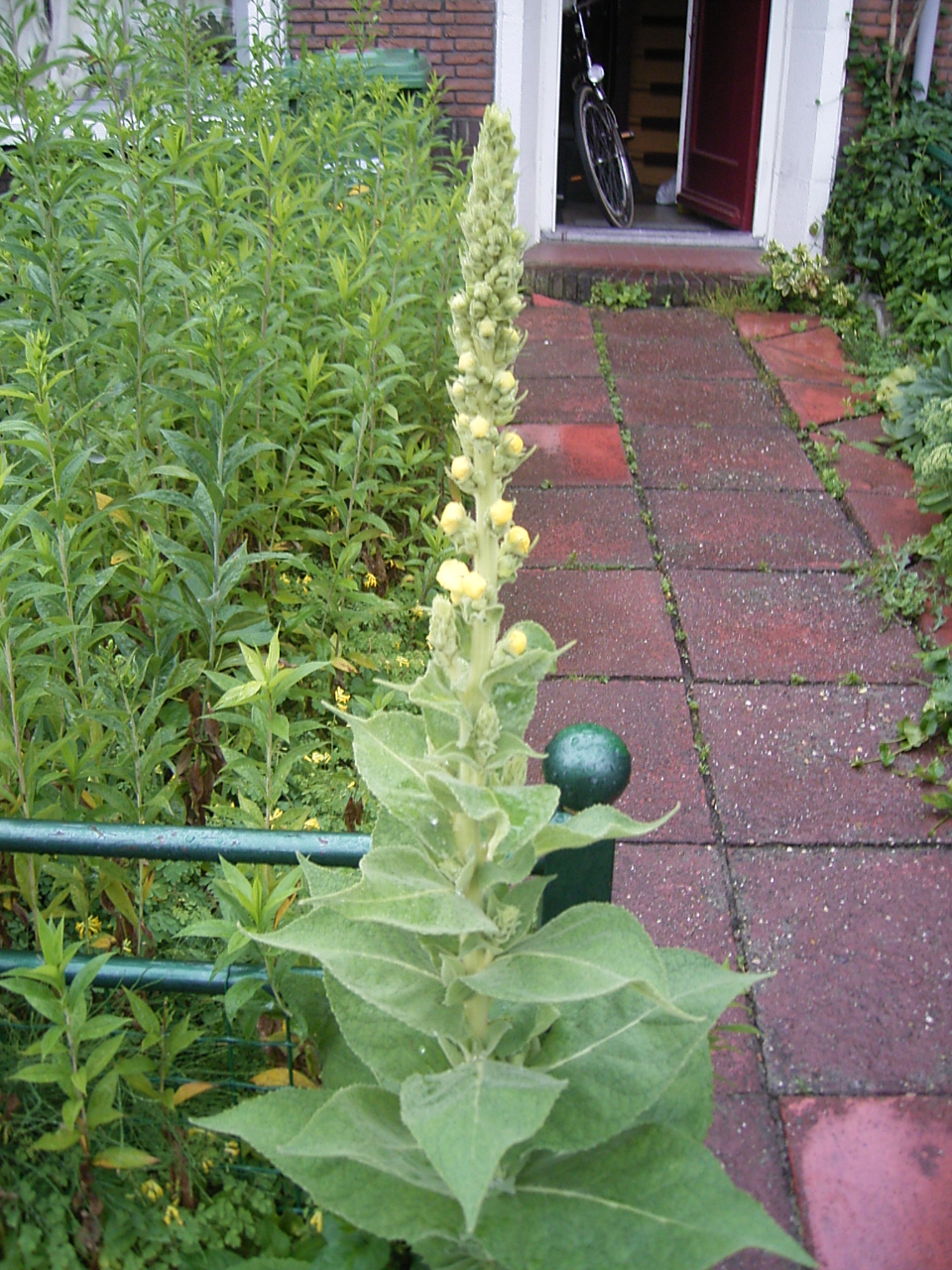
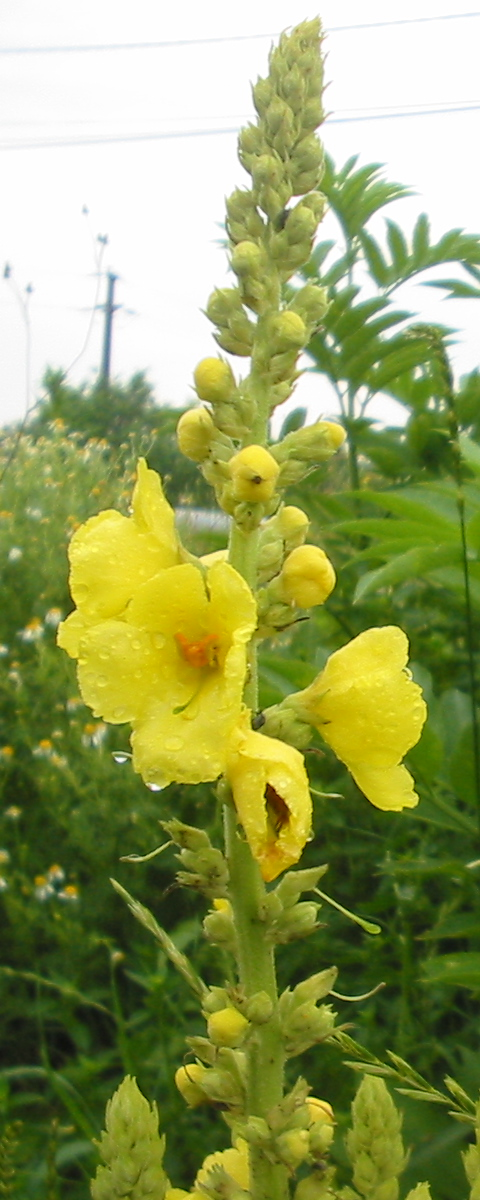